# Pàtria per a Tots
Pàtria per Tots (Patria para Todos, PPT en castellà) és un partit polític veneçolà d'esquerres fundat el 1997 com una escissió de La Causa Radical.
Durant la presidència d'Hugo Chávez el PPT li va donar un suport crític, amb la participació de diversos quadres polítics en posicions de govern. Més endavant patiria dues intervencions judicials (2011 i 2020), mantenint des de llavors el suport a Nicolás Maduro.

## Història

### Inicis del PPT
El PPT va sorgir el 27 de setembre de 1997 fruit de les divisions originades al si de La Causa Radical entre els sectors d'esquerra i dreta, empitjorades per l'aspiració presidencial al 1998 d'Hugo Chávez. Els primers, que donaven suport a Chávez, van perdre el cas en el Consell Suprem Electoral, obligats així a construir la seva alternativa: el PPT.
El partit va ser dels primers en donar suport a Chávez quan encara no era una figura predominant en el panorama polític veneçolà, ajudant a configurar el que seria el Pol Patriòtic. A través d'aquest, el PPT aconseguiria els seus primers diputats i senadors, donant inici a la Revolució Bolivariana de la qual formaria part.
Només dos anys més tard el PPT es distanciaria del sector progovernamental per divergències en la selecció i recolzament de candidats en les eleccions del 2000, en les quals es reduiria enormement el seu suport electoral, amb un sol diputat, una governació i una quinzena d'alcaldies. Al 2002 retornaria al chavisme, conformant el bloc oficial i entrant en el govern. En les següents eleccions tornaria a créixer en suports i mantindria representació a nivell regional i local.

### Divisions internes
Amb la formació del PSUV, el PPT, com d'altres del bloc oficialista, patiria enormes pressions i tensions internes. Fruit d'aquestes, i de la negativa del partit de dissoldre's, nombrosos quadres polítics trencarien amb el partit per formar part del nou PSUV. Malgrat aquesta decisió, el PPT demanaria el vot afirmatiu per al referèndum de 2007, que perdria l'oficialisme per estret marge.
Al 2008 s'enfrontaria de nou amb el PSUV per la selecció i generació de candidatures alternatives pròpies al Pol Patriòtic, amb les quals el PPT tornaria a patir una davallada. Un cop més, això no suposaria el trencament definitiu amb el chavisme, demanant el vot afirmatiu pel referèndum de 2009, que guanyarien aquesta vegada.
Amb tot, l'entrada del dissident del PSUV Henri Falcón va provocar noves tensions internes, amb la marxa de desenes de militants i dirigents del partit com a resposta. En següents eleccions el PPT decidiria començar a donar suport a candidatures regionals o locals de la Taula de la Unitat Democràtica (MUD), l'oposició al chavisme.
Al 2011 el PPT decideix definitivament participar de les eleccions primàries de la MUD i donar suport al candidat Henrique Capriles per a les següents presidencials previstes pel 2012, amb una nova direcció liderada per Simón Calzadilla. Altres faccions d'esquerres (anomenades PPT-Maneiro i PPT-Originari) mantindrien el suport a l'oficialisme i combatrien a nivell legal les decisions de la nova direcció. El Tribunal Suprem de Justícia designaria de manera salomònica als dirigents representants de les tres faccions que assumissin temporalment la direcció fins a decidir el cas.
El 6 de juny de 2012 el Tribunal resoldria en favor del candidat Rafael Uzcategui, del PPT-Originari, el qual tornaria a apropar-se a l'oficialisme i al Gran Pol Patriòtic. Inevitablement, els sectors de dreta trencarien amb el partit, creant-se el Moviment per Veneçuela (liderat per Calzadilla) i Avançada Progressista (liderat per Falcón), els quals donarien suport a Henrique Capriles.
Al 2020 el partit seria intervingut de nou a nivell judicial, retirant la direcció d'Uzcategui i designant una ad-hoc mitjançant les propostes dels membres denunciants. Una vegada més la situació provocaria l'enfrontament del sector crític, el qual generaria l'Alternativa Popular Revolucionària, crítica amb el govern de Maduro.

## Resultats electorals

### Eleccions parlamentàries
| Any  | Vots    | %    | Diputats | +/- | Senadors | +/- |
| ---- | ------- | ---- | -------- | --- | -------- | --- |
| 1998 | 171 469 | 3,40 | 11 / 207 | Nou | 4 / 54   | Nou |
| 2000 | 101 246 | 2,27 | 1 / 165  | 10  |          |     |
| 2005 | 197 459 | 6,80 | 10 / 167 | 9   |          |     |
| 2010 | 353 979 | 3,14 | 2 / 165  | 8   |          |     |
| 2015 | 56 199  | 0,39 | 0 / 167  | 2   |          |     |
| 2020 | 87 994  | 1,41 | 8 / 277  | 8   |          |     |